# フキゲン
フキゲンとは、アサヒ飲料が2002年から2004年に販売していた小中学生向けの乳性飲料。

## 概要
- 成分 - カルシウム、ローヤルゼリー、テアニン、他
- キャッチコピーは「やーなことリセットしよ」。

奈良美智にキャラクターデザインを依頼したが、彼は自身と無関係の商品に作品を使用することを好まないため断られたので、パッケージには彼の作品に似せた不機嫌な表情を浮かべた子どものキャラクター「フッキー」のイラスト（作者はDoo Doo）が使用された。

## 製品ラインナップ
2002年
- 「フキゲン」（炭酸飲料／瓶250ml/PET350ml）2002年02月27日発売

2003年
- 「フキゲン・ライトテイスト」（炭酸飲料／PET500ml）2003年02月12日発売
- 「フキゲン・メロン」（炭酸飲料／PET350ml）2003年02月12日発売

2004年
- 「フキゲン・イチゴ」（清涼飲料水／紙パック500ml）2004年02月18日発売
- 「フキゲン・ストロベリークリームソーダ」（炭酸飲料／PET500ml）2004年02月25日発売
- 「フキゲン・ウォーター」（清涼飲料水／PET500ml/缶350g/PET1.5L）2004年04月07日発売
- 「フキゲン・クリームソーダ【セブンイレブン限定発売】」（炭酸飲料／ボトル缶500ml）2004年04月14日発売
※「ニューボトル缶デザインアワード2004」優秀作品賞受賞
- 「フキゲン・バナナ」（清涼飲料水／紙パック500ml）2004年04月21日発売
- 「フキゲン・メロンクリームソーダ」（炭酸飲料／PET500ml）2004年06月09日発売
- 「フキゲン・メロン」（清涼飲料水／紙パック500ml）2004年06月16日発売
- 「フキゲン・マンゴー」（清涼飲料水／紙パック500ml）2004年08月25日発売

## その他
- 過去にはホームページがあった（2004年12月で閉鎖）
- キャラクター「フッキー」のイラストを使用した携帯ストラップや目覚まし時計、トートバッグなどのグッズがある。